# Tschappina
Tschappina ist eine politische Gemeinde im Schweizer Kanton Graubünden. Sie gehört zur Region Viamala.

## Geographie

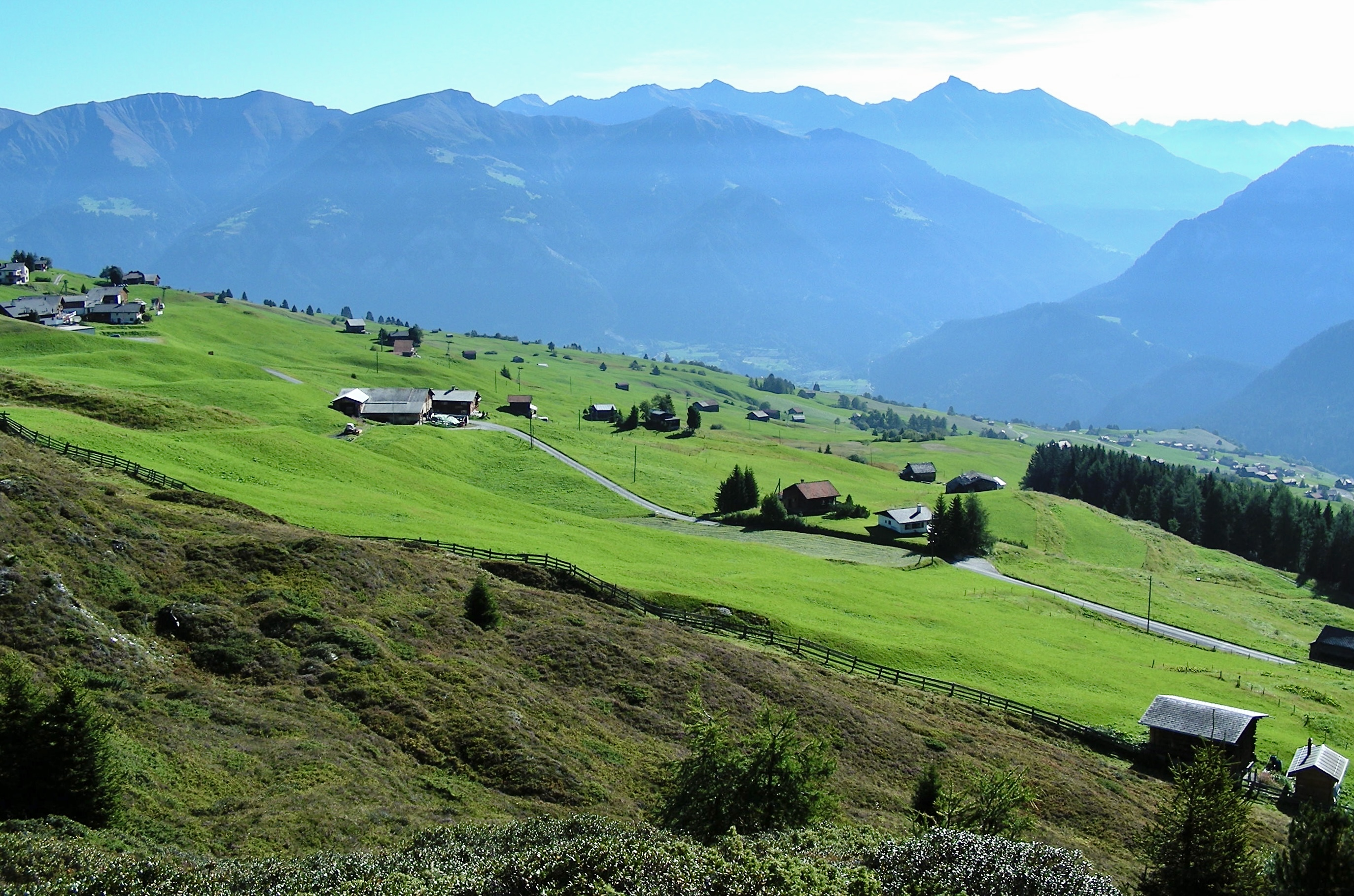
Tschappina Obergmeind

Tschappina liegt am Fuss des Piz Beverin und ist Ausgangspunkt des Saumpfades über den Glaspass ins Safiental. Tschappina ist ein Streudorf. Es gliedert sich in die Dorfteile Untertschappina (1400 m ü. M.), Obertschappina (1580 m ü. M.) sowie in die drei Fraktionen Obergmeind (1810 m ü. M.), Ausserglas (1846 m ü. M.) und Innerglas (1820 m ü. M.). In der Obergmeind besteht ein kleines, lawinensicheres Skigebiet mit drei Skiliften. Im Sommer lassen sich von Tschappina aus zahlreiche Wanderungen und Bergtouren unternehmen. Südlich oberhalb des Dorfes liegt unweit des Lüschersees die aufgegebene Siedlung Masügg, dem einstigen Stammort des Geschlechtes Masüger.
Tschappina ist eine der elf Gemeinden im Naturpark Beverin.

## Geschichte

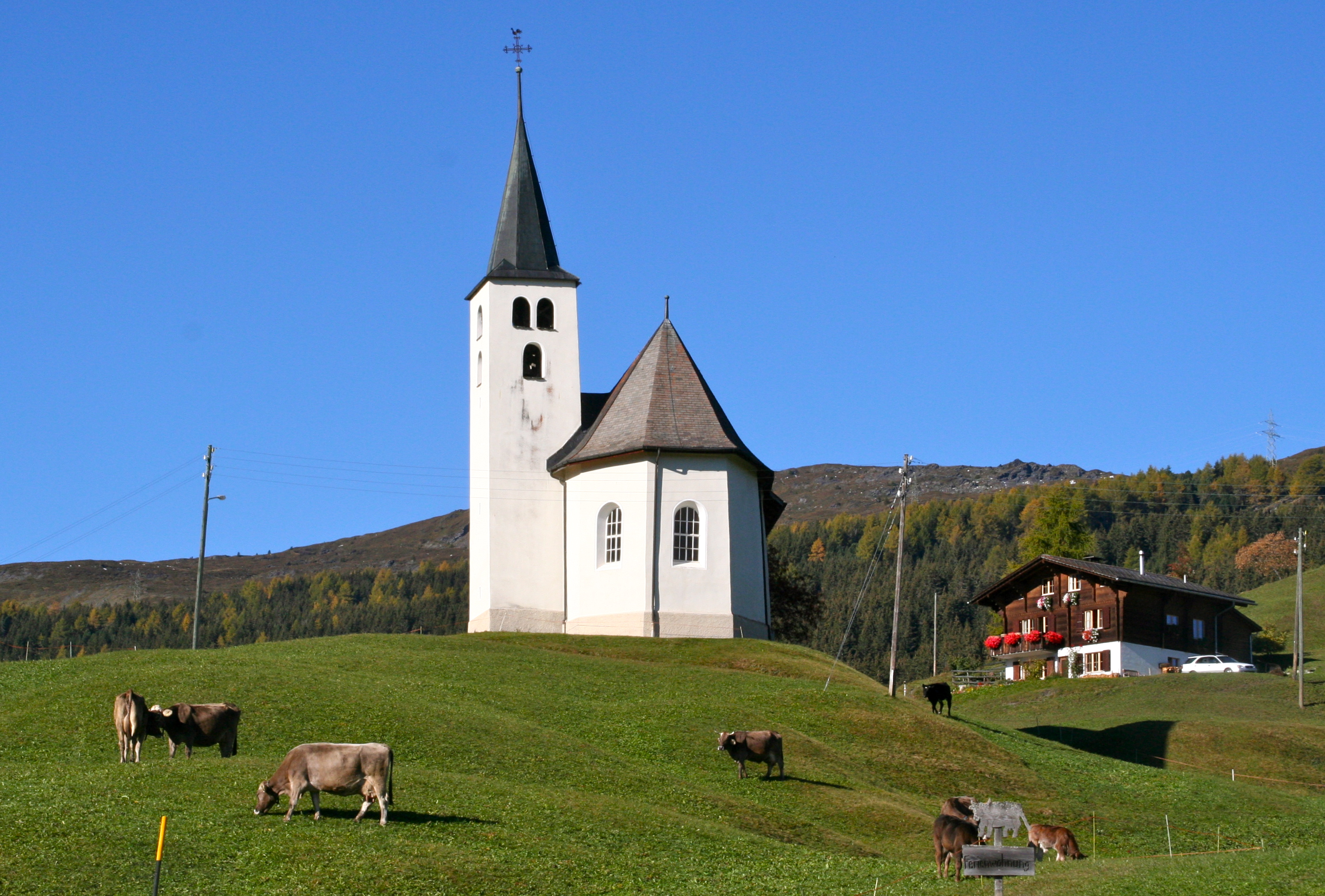
Reformierte Kirche Tschappina

Der Ortsname findet sich erstmals 1396 in einer Urkunde als in Schipinen oder in Stipinen und 1448 als uff Tschuppinen bezeugt. Er entspricht dem rätoromanischen Gattungswort tschuppina, was «gerodete Parzelle» bedeutet und von tschep «Baumstrunk, Hackstock, dickes Holzstück» (zu lateinisch cipus «Grenzstein, Pfahl») abgeleitet ist.
Im 14. Jahrhundert besiedelten – veranlasst wahrscheinlich von den Rhäzünser Territorialherren – höchstalemannischsprachige Walser vor allem von Safien her das vorher von den Heinzenberger Romanen nur extensiv genutzte Gebiet, was zahlreiche Grenzstreitigkeiten mit den tiefer liegenden Gemeinden nach sich zog. 1512 erscheint das Kloster Cazis als bedeutender Grundbesitzer. Bis ins 20. Jahrhundert war der Kontakt zu den Safiern über den Glaspass hinweg enger als derjenige zum rätoromanischen Heinzenberg und Domleschg.
Kirchlich gehörte Tschappina zu St. Johann auf Hohenrätien und ab 1505 zu Portein. 1459 wird die St. Joder (Theodor) geweihte Kapelle in Tschappina erwähnt. Die Reformation wurde nach 1525 eingeführt. Eine eigene Pfarrei war Tschappina ab der ersten Hälfte des 16. Jahrhunderts. 1670 spalteten sich die Reformierten von Flerden, Urmein und Tschappina vom katholischen Kirchsprengel St. Gallus in Flerden ganz ab. 1709 kaufte Tschappina die letzten bischöflichen Rechte aus. Bis 1851 bildete es eine eigene Gerichtsgemeinde innerhalb des Hochgerichts Thusis und des Grauen Bunds.
Infolge der starken Erosion im Rutschgebiet der Nolla wurden viele Höfe verlassen. Die Strasse nach Thusis wurde 1900/1901 erstellt. 2005 stellte der erste Sektor (Viehwirtschaft) noch 76 Prozent der Arbeitsplätze. Seit 1958 bieten drei Skilifte im Winter einen Nebenverdienst. Die Bevölkerung ist deutschsprachig.

## Wappen
| Wappen von Tschappina | Blasonierung: «In Rot über goldenem (gelbem) Stufengiebel eine goldene Glocke»                                                                                                 |
| Wappen von Tschappina | Über dem Stufengiebel als Hinweis auf den Aufstieg zum Glaspass, auch Scala oder Stäga genannt, hängt die dem Heiligen Theodul gewidmete Glocke, dem eine Kapelle geweiht war. |

## Bevölkerung

### Einwohner
| Jahr      | 1803 | 1850 | 1900 | 1950 | 1980 | 1990 | 2000 | 2005 | 2010 | 2020 |
| Einwohner | 330  | 251  | 209  | 209  | 156  | 140  | 151  | 160  | 141  | 134  |

### Sprachen
Der Ort gehört seit dem Spätmittelalter zu den deutschsprachigen Gemeinden des Kantons Graubünden (siehe Kapitel Geschichte). Dies belegt auch unten stehende Tabelle:
| Sprachen      | Volkszählung 1980 | Volkszählung 1980 | Volkszählung 1990 | Volkszählung 1990 | Volkszählung 2000 | Volkszählung 2000 |
| Sprachen      | Anzahl            | Anteil            | Anzahl            | Anteil            | Anzahl            | Anteil            |
| ------------- | ----------------- | ----------------- | ----------------- | ----------------- | ----------------- | ----------------- |
| Deutsch       | 151               | 96,79 %           | 138               | 98,57 %           | 148               | 98,01 %           |
| Rätoromanisch | 3                 | 1,92 %            | 2                 | 1,43 %            | 2                 | 1,32 %            |
| Einwohner     | 156               | 100 %             | 140               | 100 %             | 151               | 100 %             |

### Herkunft und Nationalität
Von den Ende 2005 160 Bewohnern waren 153 Schweizer Staatsangehörige.

## Sehenswürdigkeiten
Unter Denkmalschutz steht die reformierte Dorfkirche.

## Persönlichkeiten
- Reto Hänny (* 1947), Schriftsteller
- Luzi Jenny (1925–2015), Mundartschriftsteller
- Oscar Plattner (1922–2002), Radrennfahrer